# Sebastes iracundus
Sebastes iracundus är en fiskart som först beskrevs av Jordan och Starks, 1904.  Sebastes iracundus ingår i släktet Sebastes och familjen kungsfiskar. Inga underarter finns listade i Catalogue of Life.